# 喬治·華盛頓 (康斯特布-漢彌爾頓肖像)

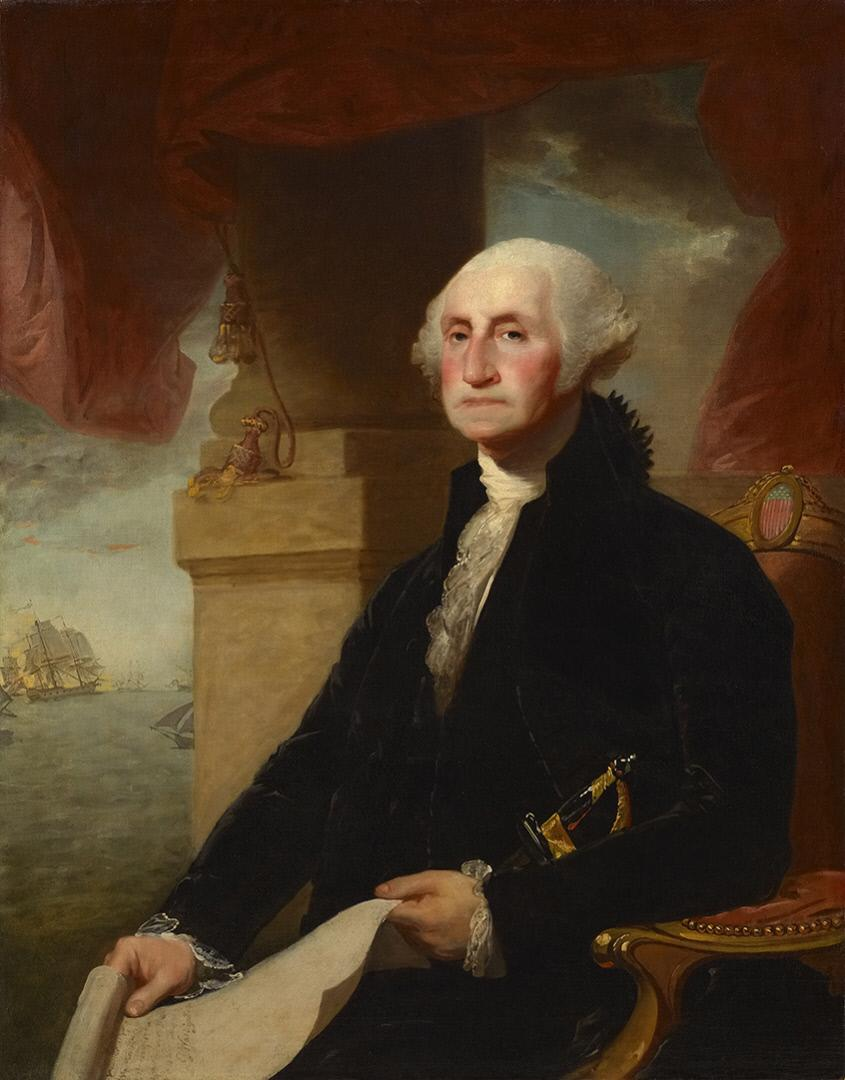
喬治·華盛頓 (康斯特布-漢彌爾頓肖像) 吉伯特·斯圖亞特繪於1797年

喬治·華盛頓（康斯特布-漢彌爾頓肖像）是美國藝術家吉伯特·斯圖亞特繪於1797年的一幅布面油畫，展於阿肯色州本頓維的水晶橋美國藝術博物館。

## 歷史
此畫紀念1795年美英國之間的傑伊條約，禮獻條約的主推者之一亞歷山大·漢彌爾頓。簽署好的文件就在喬治·華盛頓總統膝上。該條約簽署於1794年11月19日，1795年8月14日獲美國參議院批准，大不列顛於1795年10月28日批准。傑伊條約授權不列顛海軍沒收入美國船隻所運輸的法國貨物，但也禁止美國船隻運送糖、棉花和其他的殖民地出產食品出美國境外。
禮贈這幅華盛頓總統的原創肖像在於彰顯漢彌爾頓對傑伊條約的影響，和其支持。

## 描述
斯圖亞特繪出身處位於費城的辦公室內之喬治·華盛頓總統。雖他身著西服而非軍裝，但腿上的劍明示總統的軍事角色，而署上G.Washington的文件則代表在立法和外交上的地位。可以將這幅畫解釋為總統須時時持干戈以衛社稷，但武器上覆條約，表示當下是外交時刻。簽名下方的空白表示，達成協定之前的迢迢長路。
畫的背景中有船，其中一艘懸合眾國國旗，正為美國革命後尚待解決的貿易問題而戰。傑伊條約即在防止此類小規模衝突，以令美英雙方和平貿易。
此畫由參與美國政治的威廉·康斯特布(William Constable)致贈亞歷山大·漢彌爾頓。畫中的海景在斯圖亞特的華盛頓肖像中絕無僅有，意指漢彌爾頓對於美國貿易政策的興趣。

## 出處
此畫幾經輾轉，於2005年11月30日在紐約蘇富比以8,136,000美元的價格售予本頓維的水晶橋美國藝術博物館。